# Katri Bergholm
Katri Bergholm, född Ignatius 27 december 1878 i Helsingfors, död där 7 april 1949, var en finländsk författare. Hon var dotter till Karl Ferdinand Ignatius och gift med Axel Herman Bergholm.
Bergholm skrev bland annat Nokka pystyyn (1937), Tervetuloa, mies, sotaväkeen! (tillsammans med Sixten Frey, 1937), Raunioista uuteen elämään (1942), Naisen tie: nykyhetken nainen ja koti (1943), Kuultua ja elettyä: muistelmia vuosien takaa (1944), Nuori, valitse oikein! kotoista keskustelua nuorten tyttöjen kanssa (1946), Paljon toivoa, paljon toteutumista 1900–1910 (1946) och Farmor, berätta för mig om Jesus (1948). Hon var en av förgrundsgestalterna inom soldathemsverksamheten, bland annat som ordförande i Finlands soldathemsförbund 1921–1937.